# Adios Amigos
Adios Amigos är singel-duett med Marit Bergman och Cecilia Nordlund, utgiven 25 februari 2004. Låten finns också på Marit Bergmans album Baby Dry Your Eye.

## Låtlista
1. "Adios Amigos"
2. "Dig a Hole"